# Henrik I. Limburški
Henrik I. († 1118 ) je leta 1078 nasledil svojega očeta kot grof Limburški, leta 1081 pa je po mami podedoval še grofijo Arlon in dobil še naziv grof Arlonski. Od leta 1101 do 1106 je Henrik Limburški postal tudi vojvoda Spodnje Lorene.

## Življenje
Henrik I. Limburški se v zgodovinskih listinah pojavi v sporu s trierskim nadškofom Egilbertom, kateremu je oporekal veljavnost podaritve nekaj posesti, ki jih je cerkvi dala nekdanja grofica Adela. Te posesti si je prisvojil s silo. Nadškof Egilbert ga je pozval, naj jih vrne, in ko je to zavrnil, ga je izobčil. Egilbert se je z Henrikom tudi vojaško spopadel in ga premagal.
Kot advokat opatije Sint-Truiden, to funkcijo, naziv in pravice je podedoval od svojega starega očeta vojvode Friderika Luksemburškega, je leta 1094 posredoval v notranjih zadevah opatije. Opat Herman, ki ga je imenoval Poppo, škof iz Metza, podpirala pa sta ga Gotfrid Bouillonski in Henrik, se je sprl s cesarjem Henrikom IV. Po naročilu cesarja je Arnold, grof Loonski, je prisilil Henrika in Gotfrida, da sta se umaknila iz samostana. Tega leta Henrik izgubil položaj advokata opatije Sint-Truidena za posest v škofiji Metz - kljub ostremu odporu Henrika I. Limburškega. 
Ko so mnogi lokalni plemiči odšli v  prvo križarsko vojno, med njimi tudi vojvoda Gotfrid, se je Henrikova moč v regiji Spodnja Lotaringija (ali Lotaringija) močno povečala in jo je zlorabil, zlasti proti samostanom. Cesar je posredoval in julija 1101 zavzel Limburg. Henrik se je bil zdaj prisiljen pokoriti in dobil je vojvodino Spodnjo Loreno, ki jo je Gotfrid zapustil med križarsko vojno, oziroma umrl v Jeruzalemu leta 1100. Henrik je v času, ko je cesar umrl leta 1106 podpiral le-tega. Zato so pripadniki cesarjevega sina Henrika V. takrat napadli pripadnike njegovega očeta. Polja so bila opustošena, Limburg je bil zavzet, Henrik pa zaprt v Hildesheimu. Vojvodstvo je bilo preneseno na Gotfrida Louvainskega.
Henrik je pozneje pobegnil in poskušal ponovno zavzeti Limburg in Spodnjo Loreno. Ni mu uspelo in je sklenil mir z novim cesarjem in vojvodo. Kljub temu je še naprej uporabljal vojvodski naslov kot "vojvoda Limburški", prvi v dolgi vrsti. Brez težav se je pridružil tudi uporom proti Henriku V., ko se je boril na strani saškega vojvode Lotarja ob zmagah pri Andernachu leta 1114 in Welphesholtu 11. februarja 1115.

## Boj za vojvodski naziv
Henrika Limburškega je cesar Henrik IV. leta 1101 imenoval za vojvodo Spodnje Lorene. V boju za oblast med cesarjem in njegovim sinom (Henrikom V.) je ostal zvest staremu cesarju, kar je pomenilo, da je leta 1106 izgubil vojvodstvo v korist grofa Gotfrieda I., grofa Leuvenskega. V obdobju, ki je sledilo, je občasno prišlo do spopadov med rodbinama Limburško-Arlonskih in Leuvenskih-Brabantskih (1106, 1128 in 1140) za naziv in položaj vojvode Spodnje Lorene. Leta 1128 je cesar Lotar III. podelil ta naziv sinu Henrika I., Walramu Paganus Limburškemu (1119–1138).  Leta 1138 je Konrad III. naziv vojvode spet vrnil brabantskemu Gotfridu I. Po smrti Henrika leta 1139 je vojvodski naziv dobil sin Gotfrieda I. Gotfrid II. Louvainski, kar je naslednje leto (1140) povzročilo burno, vojaško reakcijo Walramovega sina Henrika II., ki pa ni bila uspešna. Šele leta 1165 je Friderik I. Barbarossa končno priznal naslov vojvode Limburškega.

## O Henrikovem poreklu
Prve generacije hiše Limburško-Arlonskih niso, kot je bilo dolgo nepravilno navedeno v literaturi , nasledstvo Walrama I. - Walrama II. – Henrik I. Starejše raziskave so nepravilno mešale oba grofa Walrama II. Arlonskega in Uda Limburškega v eno samo osebo Walram-Udo.
Delo Kuppersa in Hlawitschkasa kaže, da je Henrik I. sin grofa Uda Limburškega in Judite/Jutte, hčere naslednice vojvode Spodnje Lorene in ustanovitelja Limburga, Friderika II. Spodnje Lorene iz hiše Wigeriche. 
Grofiji Arlon in Limburg je torej združil Henrik I., ki se je kot sin Uda Limburškega v prvem zakonu poročil s hčerko naslednico Walrama II. Arlonskega.   To je mati Walrama III. Pagan iz Limburga, ki je nadaljeval družino Limburg.

## Potomstvo
Henrikov prvi zakon je bila Adelheid(?), hčerka Arlonskega grofa Walrama II. Iz tega zakona izhajajo otroci:
- Walram Pagan; † 1138, 1115–19 grof Arlonski, 1119 grof Limburški in gospod Wassenberški, 1128 vojvoda Spodnje Lorene
- vprašljiva prva ali druga poroka: Matilda, izpričana leta 1148; ⚭ Henrik I. Namurski, grof Laroche ; † pred 1138 (rodbina Namur)

Njegov drugi zakon je bil z Adelajdo Pottensteinsko (hči Bota Pottensteinskega). Otroci iz zakona so:
- vprašljiva prva ali druga poroka: Matilda, izpričana leta 1148; ⚭ Henrik I. Namurski, grof Laroche ; † pred 1138 ( hiša Namur )
- Neža; † 1136; ⚭ I Friderik Putelendorfski ; † 1125; ⚭ II Walo II. Veckenstedtski ; † 1126
- Adelajda; † 1144/46; ⚭ I Friderik Prepirljivi, grof Arnsberški ; † 1124; ⚭ II pred 1130 Kuno Horburški ; † verjetno 1138/39; ⚭ III pred 1140 Konrad II. , grof Dachauski, X 1159